# Iliivka, Krasnodon
Iliivka (în ucraineană Іл'ївка) este un sat în comuna Parhomenko din raionul Krasnodon, regiunea Luhansk, Ucraina.

## Demografie
Componența lingvistică a localității Iliivka
     Ucraineană (60%)
     Rusă (35%)
     Belarusă (5%)
Conform recensământului din 2001, majoritatea populației localității Iliivka era vorbitoare de ucraineană (60%), existând în minoritate și vorbitori de rusă (35%) și belarusă (5%).